# Bigak
Bigak est un pavillon situé près de la porte de Gwanghwamun au cœur de Séoul, en Corée du Sud. Il fut construit en 1902 pour célébrer le quarantième anniversaire du couronnement de l'empereur Kojong ainsi que son cinquantième anniversaire, et la fondation en 1897 de l'empire coréen.